# All That Jazz
All That Jazz (br: All That Jazz - O Show Deve Continuar / pt: All That Jazz - O Espectáculo Vai Começar) é um filme musical americano de 1979, do gênero drama, com direção de Bob Fosse.

## Sinopse
O filme é, na verdade, um relato semi-autobiográfico da vida do  escritor/diretor/coreógrafo Bob Fosse, vencedor do Oscar, do Tony e do Emmy. No filme ele sofre um enfarte e, com a vida por um fio, revê momentos do passado, transformando-os em sua imaginação em números musicais. Sua atenção é disputada por quatro mulheres: a namorada, o Lucas, a ex-esposa, a filha e a morte.

## Elenco
- Roy Scheider .... Joe Gideon
- Jessica Lange .... Angelique
- Ann Reinking .... Kate Jagger
- Leland Palmer .... Audrey Paris
- Cliff Gorman .... Davis Newman
- Ben Vereen .... O'Connor Flood
- John Lithgow .... Lucas Sargeant
- Erzebet Foldi .... Michelle

## Principais prêmios e indicações
| Ano  | Categoria                       | Recipiente                                                    | Resultado |
| ---- | ------------------------------- | ------------------------------------------------------------- | --------- |
| 1980 | Melhor Filme                    | Melhor Filme                                                  | Indicado  |
| 1980 | Melhor Diretor                  | Bob Fosse                                                     | Indicado  |
| 1980 | Melhor Ator                     | Roy Scheider                                                  | Indicado  |
| 1980 | Melhor Roteiro Original         | Robert Alan Aurthur e Bob Fosse                               | Indicado  |
| 1980 | Melhor Fotografia               | Giuseppe Rotunno                                              | Indicado  |
| 1980 | Melhor Edição                   | Alan Heim                                                     | Venceu    |
| 1980 | Melhor Direção de Arte          | Philip Rosenberg, Tony Walton, Edward Stewart e Gary J. Brink | Venceu    |
| 1980 | Melhor Figurino                 | Albert Wolsky                                                 | Venceu    |
| 1980 | Melhor Trilha Sonora (Adaptada) | Ralph Burns                                                   | Venceu    |

BAFTA 1981 (Reino Unido)
- Venceu nas categorias de melhor fotografia e melhor montagem.
- Indicado nas categorias de Melhor Ator (Roy Scheider), melhor figurino, melhor direção de arte e melhor som.

Festival de Cannes 1980 (França)
- Ganhou a Palma de Ouro.

Prêmio Bodil 1981 (Dinamarca)
- Venceu na categoria de melhor filme não-europeu.

Globo de Ouro
- Indicado na categoria de melhor ator de cinema - comédia/musical (Roy Scheider).

Academia Japonesa de Cinema 1981 (Japão)
- Venceu na categoria de melhor filme de língua estrangeira.

Prêmio Eddie 1980 (EUA)
- Venceu na categoria de melhor edição em cinema.